# Studia Universitatum V. Babeş et Bolyai
Studia Universitatum V. Babeş et Bolyai – A Babeş és Bolyai Egyetemek közleményei. Ezzel a kettős címmel 1956–57-ben megjelent tudományos folyóirategyüttes, amely 1958–61 között Studia Universitatum Babeş et Bolyai címmel, majd a két egyetem egyesítése utáni időszakban már csak latin  címmel (Studia Universitatis Babeş–Bolyai) jelent meg. Belső sorozatainak címe néhány évig még magyarul is szerepelt: az 1956–57-es években: Társadalomtudományi sorozat és Természettudományi sorozat, 1958-tól: 1) Matematika, fizika, kémia (1969-ig), 2) Geológia, földrajz, biológia (1961-ig), 3) Filozófia, politikai gazdaságtan, lélektan, jogtudomány (1961-ig), 4) történelem, nyelvészet és irodalomtudomány (1961). Névleges szerkesztői az egyetem rektora és magyar prorektora (az 1956–57-es köteteken társszerkesztő Constantin Daicoviciu és Takács Lajos, később főszerkesztő-helyettes Péterfy István).
Egyes sorozatokban az egyetem tanszemélyzetének magyar tagjai esetenként magyarul is közölhették benne tanulmányaikat.

## Studia Universitatis Babeş–Bolyai

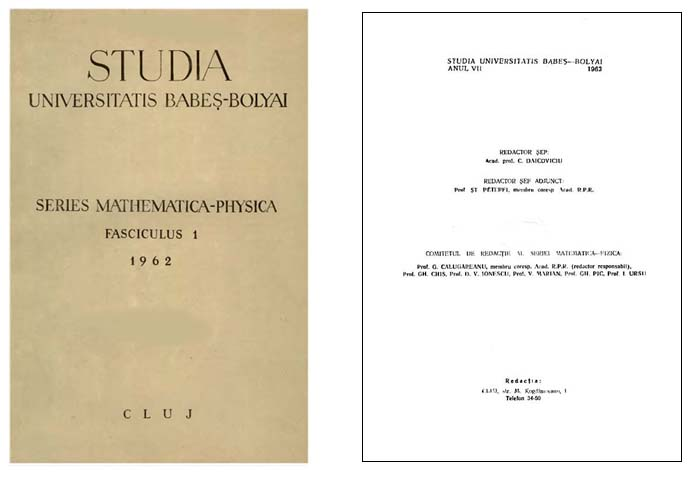
1962-es borító és belső oldala

Ezen a néven 1962-től jelenik meg, folytatva  a régi számozást. Névleges főszerkesztője az egyetem mindenkori rektora. Az egyes belső sorozatoknak külön szerkesztőbizottsága van; ezek közül egyes belső sorozatok impresszumában magyar tanszemélyzeti tagok neve is szerepel: a Iurisprudentia-sorozat szerkesztőbizottságának tagjaként 1965-től Biró Lajos, a Chemia-sorozat szerkesztőbizottságának tagjaként Kékedy László, a Philosophia-sorozat felelős szerkesztőjeként 1969-től Kallós Miklós (ő 1970-től a Sociologia-sorozat felelős szerkesztője is), a Physica-sorozat felelős szerkesztőjeként 1970-től Gábos Zoltán, a Mathematica-sorozat felelős szerkesztőjeként 1977-től Pál Árpád, a Biologia-sorozat felelős szerkesztőjeként Kis István.
Az 1989-es romániai forradalom után az egyetemen a különböző vallásfelekezetek is tanszékeket létesítettek, s ezeknek is indított az egyetem belső sorozatot: az Ortodox Tanszék 1993-ban, a Római Katolikus Tanszék 1996-ban, a Nagyvárad székhellyel működő Görögkatolikus Tanszék 1999-ben.
Ezután indult, 2000-ben a magyar nyelvű Római Katolikus Tanszék folyóirata Studia Catholica Latina címmel. Főszerkesztője Marton József professzor, társszerkesztő mellette 2008-tól Korinna Zamfir. Az évi két füzetben hazai magyar és román, valamint külföldi szerzők tanulmányai jelennek meg angol, német, olasz nyelven.

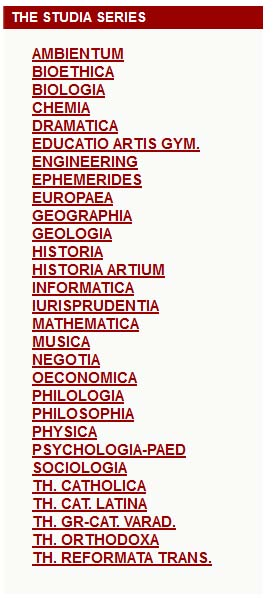
A Studia sorozatai 2023-ban

A római katolikus egyháznak még van egy egyetemi folyóirata, ez Studia Theologica Transsylvaniensis címmel a Gyulafehérvári Római Katolikus Hittudományi Főiskola kiadásában indult, szintén 2000-ben. Főszerkesztője ugyancsak Marton József, társszerkesztő 2008-tól Diósi Dávid. A folyóiratban a munkatársak tanulmányait magyar és német nyelven közlik
A Református Teológiai Tanszék Studia Reformata Transsylvaniensis címmel 2001-ben indította meg a Studia Universitatis sorozatához tartozó folyóiratát. Főszerkesztője Molnár János, társszerkesztője Kun Mária. A szerkesztőbizottság 2002-től folyamatosan bővült, a 2007/2. szám impresszumában mellettük Buzogány Dezső,  és Visky S. Béla neve is szerepel. Az írásokat magyar nyelven közli.
1990 utáni sorozatok  száma:
- 15 sorozat, 1990–1995
- 21 sorozat, 1996–1998
- 22 sorozat, 1998–1999
- 23 sorozat, 1999–2000
- 24 sorozat, 2001–2005
- 25 sorozat, 2006–2007
- 27 sorozat, 2007
- 29 sorozat, 2008
- 28 sorozat, 2011 (megszünt sorozat: Politica)
- 29 sorozat, 2017
- 30 sorozat, 2020
- 29 sorozat, 2023 (megszünt sorozat: Digitalia).